# یواس‌اس کارنس (ای‌پی‌ای-۱۷۵)
یواس‌اس کارنس (ای‌پی‌ای-۱۷۵) (به انگلیسی: USS Karnes (APA-175)) یک کشتی بود که طول آن ۴۵۵ فوت ۰ اینچ (۱۳۸٫۶۸ متر) بود. این کشتی در سال ۱۹۴۴ ساخته شد.